# Aeropuerto Doméstico de Constanza
El Aeropuerto Doméstico de Constanza (Código IATA: COZ, código OACI: MDCZ), denominado Expedición 14 de Junio, es un aeropuerto ubicado en la localidad de Constanza, en la provincia de La Vega, República Dominicana.
Después de casi cuatro décadas sin servicio, ha sido puesto en operación, gracias al esfuerzo del sector oficial y privado.

## Construcción
Fue construido con el objetivo de contribuir con el desarrollo  de la zona de Constanza en los aspectos  turísticos y  la exportación de flores, frutas, vegetales y legumbres frescas a las islas del Caribe, Puerto Rico y Estados Unidos, así como también a las metrópolis de la isla y así producir un impacto económico y turístico que influya de manera positiva en este importante municipio del país, donde se produce casi el 80% de los vegetales y hortalizas que consumen los dominicanos.

## Pista
Posee una pista tiene 2.040 metros de largo con 23 d ancho, pavimentada con 2 pulgadas de hormigón asfáltico. Posee un área de seguridad lateral, umbral desplazado, cerca perimetral para la seguridad y servicios de  comunicación aérea aire tierra y tierra aire, en la frecuencia 118,2 para las aeronaves que visiten o usen su espacio aéreo en operaciones de rescate, fuegos forestales o desastres naturales.

## Destinos
- Aerolíneas Mas (Santo Domingo-La Isabela)
- Air Century (Santo Domingo, Barahona, Puerto Plata, Santiago)
- Air Inter Island (Punta Cana)
- Tigua Aerotours S.R.L. (Vuelos domésticos charter desde Santiago (STI).